# Dieuze
Dieuze és un municipi francès, situat al departament del Mosel·la i a la regió del Gran Est. L'any 2007 tenia 3.798 habitants.

## Demografia

### Població
El 2007 la població de fet de Dieuze era de 3.798 persones. Hi havia 1.579 famílies, de les quals 682 eren unipersonals (366 homes vivint sols i 316 dones vivint soles), 355 parelles sense fills, 349 parelles amb fills i 193 famílies monoparentals amb fills.
La població ha evolucionat segons el següent gràfic:
Habitants censats

### Habitatges
El 2007 hi havia 1.803 habitatges, 1.623 eren l'habitatge principal de la família, 18 eren segones residències i 162 estaven desocupats. 739 eren cases i 929 eren apartaments. Dels 1.623 habitatges principals, 619 estaven ocupats pels seus propietaris, 939 estaven llogats i ocupats pels llogaters i 65 estaven cedits a títol gratuït; 201 tenien una cambra, 130 en tenien dues, 277 en tenien tres, 386 en tenien quatre i 629 en tenien cinc o més. 1.051 habitatges disposaven pel capbaix d'una plaça de pàrquing. A 884 habitatges hi havia un automòbil i a 415 n'hi havia dos o més.

### Piràmide de població
La piràmide de població per edats i sexe el 2009 era:
| Homes | Edats   | Dones |
| ----- | ------- | ----- |
| 4     | 95 o +  | 0     |
| 4     | 90 a 94 | 32    |
| 24    | 85 a 89 | 64    |
| 16    | 80 a 84 | 64    |
| 32    | 75 a 79 | 60    |
| 72    | 70 a 74 | 76    |
| 76    | 65 a 69 | 84    |
| 92    | 60 a 64 | 112   |
| 68    | 55 a 59 | 84    |
| 64    | 50 a 54 | 104   |
| 60    | 45 a 49 | 72    |
| 108   | 40 a 44 | 92    |
| 136   | 35 a 39 | 140   |
| 232   | 30 a 34 | 140   |
| 168   | 25 a 29 | 164   |
| 89    | 20 a 24 | 120   |
| 84    | 15 a 19 | 100   |
| 112   | 10 a 14 | 100   |
| 132   | 5 a 9   | 140   |
| 112   | 0 a 4   | 132   |

## Economia
El 2007 la població en edat de treballar era de 2.469 persones, 1.908 eren actives i 561 eren inactives. De les 1.908 persones actives 1.697 estaven ocupades (1.106 homes i 591 dones) i 211 estaven aturades (79 homes i 132 dones). De les 561 persones inactives 140 estaven jubilades, 205 estaven estudiant i 216 estaven classificades com a «altres inactius».

### Ingressos
El 2009 a Dieuze hi havia 1.451 unitats fiscals que integraven 3.257,5 persones, la mediana anual d'ingressos fiscals per persona era de 16.442 €.

### Activitats econòmiques
Dels 237 establiments que hi havia el 2007, 3 eren d'empreses extractives, 5 d'empreses alimentàries, 1 d'una empresa de fabricació de material elèctric, 10 d'empreses de fabricació d'altres productes industrials, 15 d'empreses de construcció, 70 d'empreses de comerç i reparació d'automòbils, 5 d'empreses de transport, 13 d'empreses d'hostatgeria i restauració, 1 d'una empresa d'informació i comunicació, 12 d'empreses financeres, 8 d'empreses immobiliàries, 20 d'empreses de serveis, 48 d'entitats de l'administració pública i 26 d'empreses classificades com a «altres activitats de serveis».
Dels 63 establiments de servei als particulars que hi havia el 2009, 1 era una oficina d'administració d'Hisenda pública, 1 gendarmeria, 1 oficina de correu, 5 oficines bancàries, 4 funeràries, 8 tallers de reparació d'automòbils i de material agrícola, 2 tallers d'inspecció tècnica de vehicles, 2 autoescoles, 3 paletes, 2 guixaires pintors, 1 fusteria, 6 lampisteries, 1 electricista, 1 empresa de construcció, 8 perruqueries, 2 veterinaris, 3 agències de treball temporal, 6 restaurants, 1 agència immobiliària, 3 tintoreries i 2 salons de bellesa.
Dels 35 establiments comercials que hi havia el 2009, 4 eren supermercats, 1 un supermercat, 5 fleques, 2 carnisseries, 1 una peixateria, 9 botigues de roba, 1 una botiga de roba, 2 sabateries, 2 botigues d'electrodomèstics, 1 una botiga d'electrodomèstics, 3 drogueries, 1 un drogueria, 1 una perfumeria i 2 floristeries.
L'any 2000 a Dieuze hi havia 6 explotacions agrícoles.

## Equipaments sanitaris i escolars
El 2009 hi havia 1 hospital de tractaments de curta durada, 1 hospital de tractaments de mitja durada (seguiment i rehabilitació, 1 un hospital de tractaments de llarga durada, 2 psiquiàtrics, 1 farmàcia i 2 ambulàncies.
El 2009 hi havia 2 escoles maternals i 2 escoles elementals. A Dieuze hi havia 1 col·legi d'educació secundària, 1 liceu d'ensenyament general i 1 liceu tecnològic. Als col·legis d'educació secundària hi havia 480 alumnes, als liceus d'ensenyament general n'hi havia 594 i als liceus tecnològics 426.

## Poblacions més properes
El següent diagrama mostra les poblacions més properes.